# جوزيه كيتونغو
جوزيه كيتونغو هو لاعب كرة قدم ومدرب كرة قدم أنغولي في مركز نصف الجناح، ولد في 18 نوفمبر 1974 في لواندا في أنغولا. لعب مع إشتوريل برايا ودارلينجتون إف سى ونادي ألبيون روفرز ونادي ألوا أثليتيك ونادي بارتيك ثيسل ونادي بنفيكا ونادي دبا الحصن ونادي دمبرتون ونادي سانت ميرين ونادي ستنهاوسموير ونادي كيلمارنوك ونادي ليفينغستون لكرة القدم وهارت أوف ميدلوثيان وهاميلتون أكاديميكال وووترفورد يونايتد.

## وصلات خارجية
- خوسيه كويتونجو على موقع قاعدة بيانات كرة القدم.إي يو (الإنجليزية)
- خوسيه كويتونجو على موقع Soccerbase.com (لاعب) (الإنجليزية)
- خوسيه كويتونجو على موقع عالم كرة القدم.نت (الإنجليزية)